# 193
Рік п'яти імператорів у Римській імперії.
У Китаї править династія Хань, в Індії — Кушанська імперія.

## Події
- Після вбивства Коммода імператором проголошується вільновідпущенник Пертінакс, який був вбитий 28 березня, після чого імператором став Дідій Юліан. Але 9 квітня римські війська в Паннонії оголосили імператором Септімія Севера, який рушив на Рим і захопив владу, започаткувавши династію Северів.
- Свої претензії на трон оголошують Песценній Нігер і Клодій Альбін.
- Септимій Север розгромив Песценнія Нігера в битві при Кизику.

## Померли
- Дідій Юліан
- Пертінакс